# Memecylon azurinii
Memecylon azurinii är en tvåhjärtbladig växtart som beskrevs av Eduardo Quisumbing y Argüelles och Elmer Drew Merrill. Memecylon azurinii ingår i släktet Memecylon och familjen Melastomataceae. Inga underarter finns listade i Catalogue of Life.